# Koebelia grossa
Koebelia grossa är en insektsart som beskrevs av Ball 1909. Koebelia grossa ingår i släktet Koebelia och familjen dvärgstritar. Inga underarter finns listade i Catalogue of Life.